# Арістотель Фіораванті
Арістотель Фіораванті  або Рідольфо Арістотель Фіораванті (італ. Ridolfo Aristotele Fioravanti; бл. 1420, Болонья — бл. 1486, Велике князівство Московське) — уславлений італійський архітектор і військовий інженер XV століття.

## Життєпис

### Неспокійна Болонья

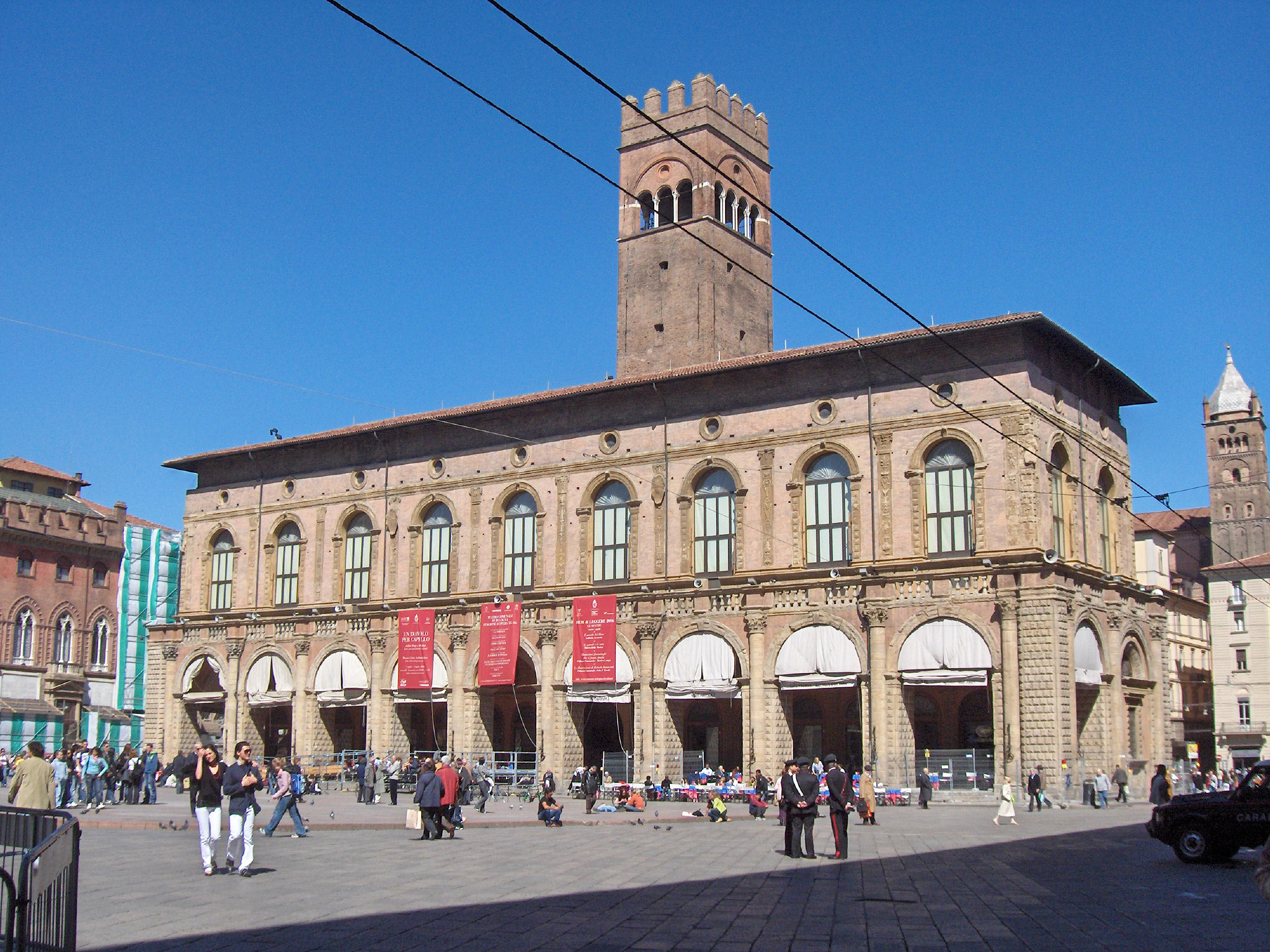
Палаццо дель Подеста і вежа Аррінго.

Городяни Болоньї активно чи мимоволі були втягнуті у складні тогочасні політичні й побутові події. Родина аристократів Бентівольйо має владу в місті, перш за все військову, хоча мріє про абсолютну. Їх не визнає Ватикан юридично, бо претендує на абсолютну і духовну владу, а уособленням цих зазіхань є папський посланець — легат (або намісник). Протистояння закінчилось 1506 року вигнанням родини Бентівольйо, а папа-переможець покарає родину повною руйнацією їх родинного палацу… А є ще подеста (мер міста), що захищає закони і якого ніколи не обирають з болонців аби запобігти підкупам і сваволі. У вир цих протиріч був втягнутий і дід Арістотеля, звинувачений у заколоті Бентівольйо проти комуни. Він утік з міста, аби врятувати життя. Прибічники протилежної партії домоглися смертного вироку для діда, бо не встигли захопити того живцем…

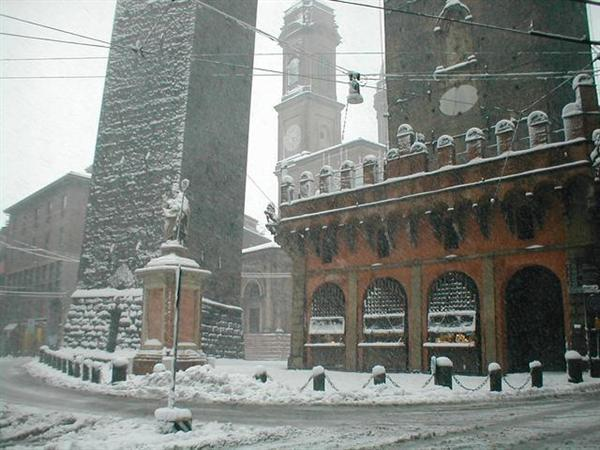
У Болоньї знають, що таке сніг
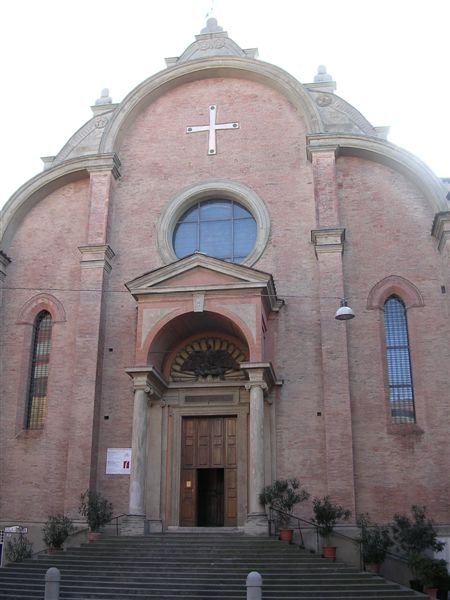
Церква Сан Джованні ін Монте
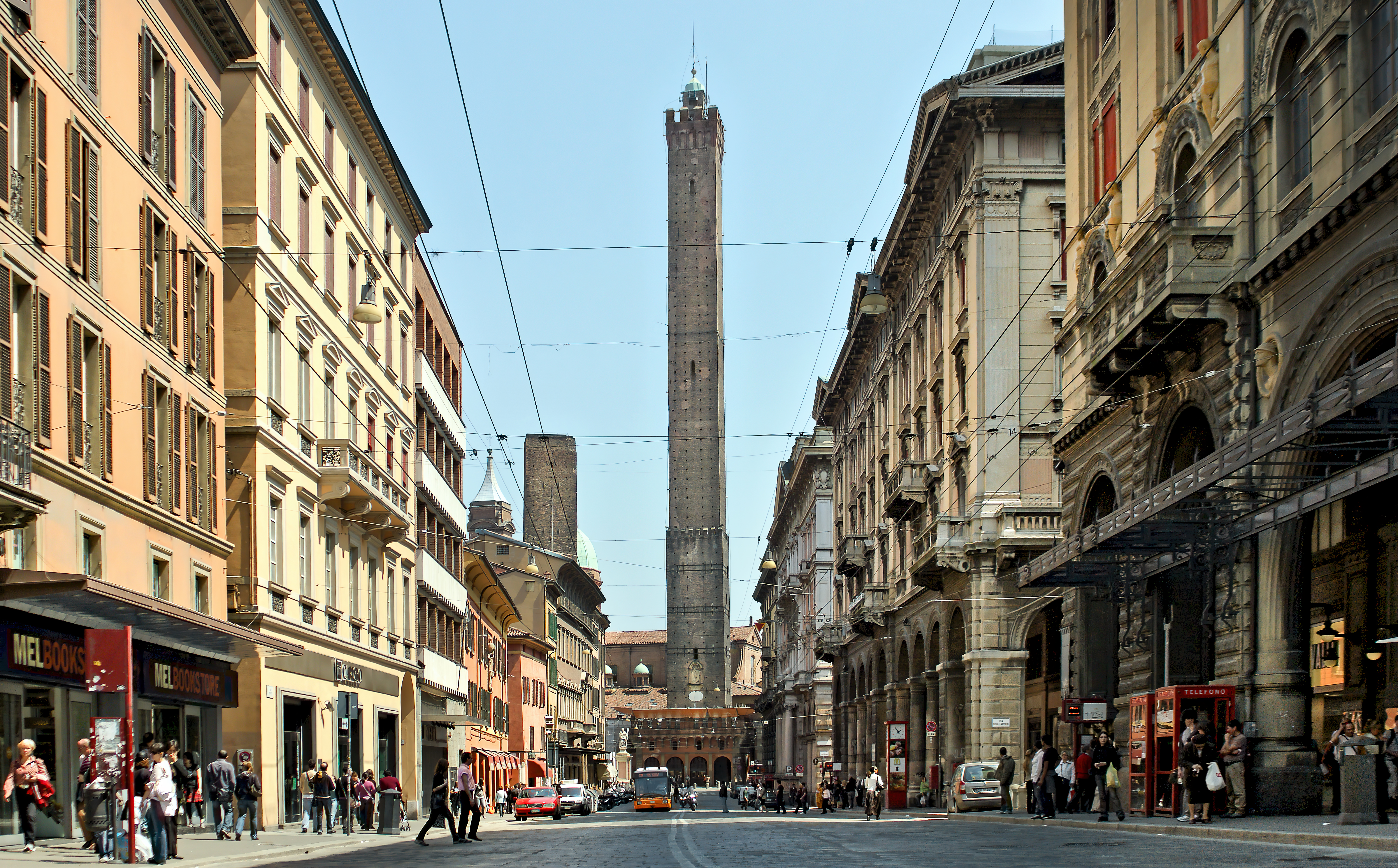
Вулиця Маджоре
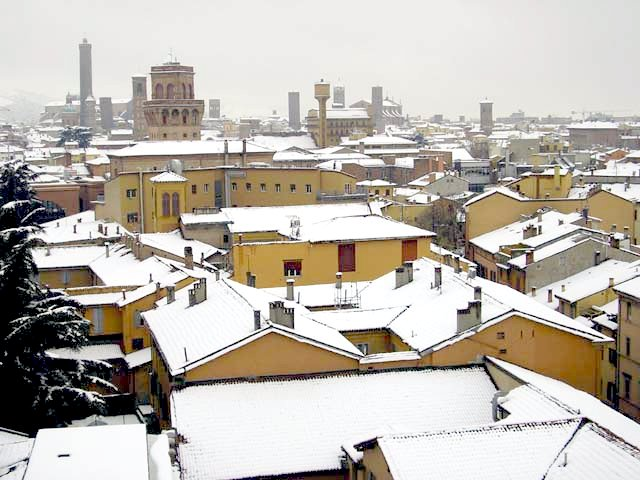
Болонья під снігом

### Родина

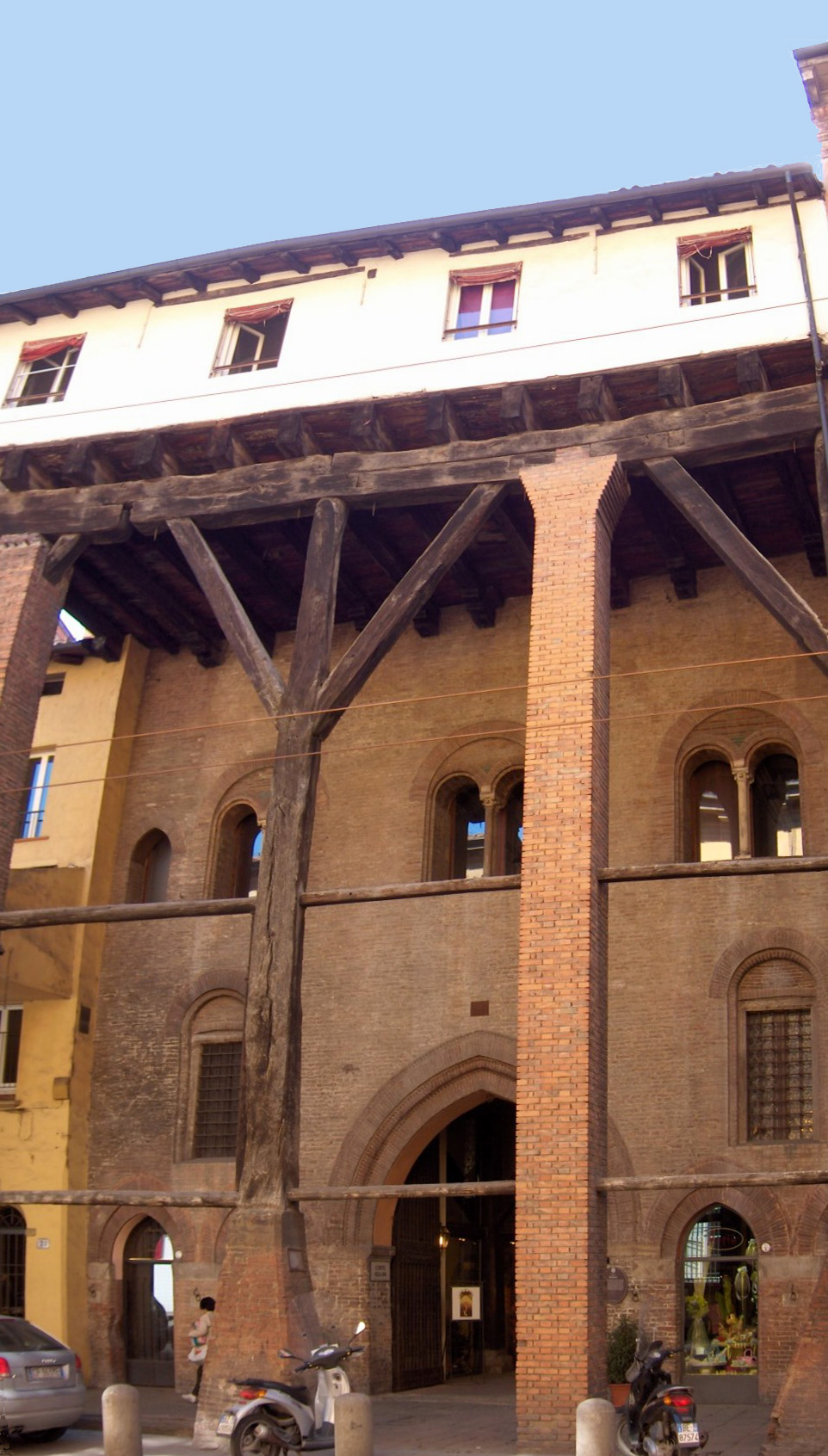
Будинок Ізолані в Болоньї, 13 століття.

Походить з родини архітекторів і будівничих міста Болонья. Дивним чином збережені відомості про діда, рідного дядька та батька майбутнього інженера та архітектора. Вони уривчасті (як і про самого Арістотеля), але є. Дід був будівничим і вибудував 1400 року нову частину старовинного палацу Аккурсіо. Йому допомагали два його сини. Батьком Арістотеля був Фіораванті ді Рідольфо. Саме йому доручать відновлення палацу Коммуналє в 1425–1430 рр., що постраждав від пожежі. Ймовірно, юнаком Арістотель допомагав батькові до смерті останнього в 1447 році. Відомо, що відтоді він працював з рідним дядьком Бартоломео Фіораванті на будівництві міських та приватних споруд. Ще за середньовічною традицією, учень повинен був створити освітню подорож по завершенню навчання. Де мандрував Арістотель — невідомо. Але вже в 20 років його прийняли до цеху будівничих, що відбувалося лише з молодими і визнаними талантами. І Арістотель швидко доведе, що майстри — не помилились.

### Відомий інженер
У ті часи знають лише одних інженерів — військових. Не дивно, що Арістотель пройшов добру школу. Він опанував і будівельну справу, і карбування монет, і будівельні технології, і створення архітектурних моделей. Модель перебудов Палаццо Подести, виготовлену Арістотелем, довго зберігали в місті. Коли второпали, що Арістотель не повернеться з Московії, перебудови провели згідно з його моделлю.
Болонький хроніст Гаспаро Наді під 1436 роком згадав молодого Арістотеля, що брав участь в виливанні нового дзвону в 1436 році і підйому того на вежу Аррінго, сконструювавши якусь нову лебідку. А майстру ледь минуло 20…

### Кардинал Віссаріон Нікейський

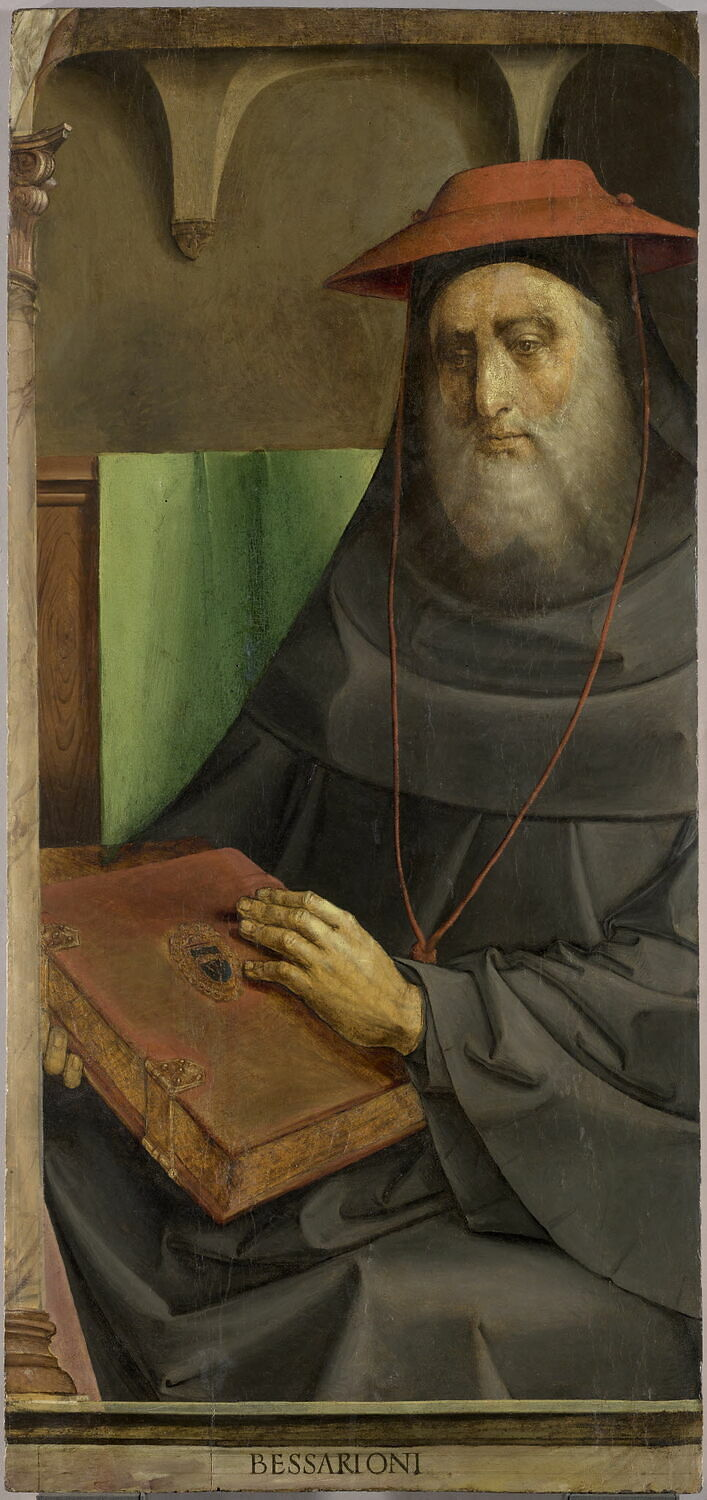
Худ. Юстус ван Гент. Кардинал Віссаріон Нікейський, Лувр, Париж.

Доля подарує Фіораванті на життєвому шляху декілька цікавих зустрічей з талановитими чи впливовими особами. Вже замолоду він стикнувся з кардиналом Віссаріоном Нікейським (1403 ? — 1472), греком — богословом з Візантії. Той брав участь в зустрічі богословів на Соборі 1439 р. в Італії як православний, залишився в Італії і перейшов в католицтво. Його дипломатичні здібності і знання справили добре враження на папський двір і папа дарував колишньому православному візантійцю посаду кардинала і папського легата в Болоньї. Віссаріон Нікейський був також вихователем племінниці останнього візантійського імператора Софії Палеоло́г, котрій судилося стати дружиною московського князя. Грек Віссаріон, філософ — платонік, допитливий і відкритий до нових знань, стане також одним з італійських гуманістів, що жваво цікавився військовою справою, плекав надію про новий хрестовий похід проти турків-османів, мав видання щодо фортифікації і ведення облоги ворожих міст.
Кардинал Віссаріон Нікейський — володар значної на той час приватної бібліотеки. Заслаблий кардинал зробив охоронцем власної книгозбірні — видавця з Венеції Альда Мануція ще 1469 року. Віссаріонова книгозбірня нараховувала сімсот п'ятдесят (750) рукописів латиною та давньогрецькою, а також велику кількість інкунабул. Кардинал залишив впливовому видавцю (що і сам мав багатий спадок в Венеції) значні кошти на утримання бібліотеки, на збільшення її фонду, на ознайомлення з книжковою мудрістю. Національна бібліотека святого Марка в Венеції має початок в віссаріоновій книгозбірні.
Новий дзвін у Болоньї теж відливали з ініціативи Віссаріона Нікейського. Він висвятив дзвін, а піднімав на вежу Аррінго саме молодий і талановитий Фіораванті… В прихованій політичній грі Ватикана з московським князем на новому етапі братимуть участь і папа римський, і новоспечений кардинал з візантійської Нікеї, і племінниця останнього візантійського імператора Соф'я Палеолог (що стане бабусею Івана Грозного), і інженер і архітектор з Болоньї — Арістотель Фіораванті.

### Не гірший за Леонардо да Вінчі
Як інженер Арістотель Фіораванті — ніяк не гірший за неповороткого Леонардо да Вінчі, що завжди позиціонував себе як військовий інженер. Про успіхи Фіораванті свідчать і тогочасні італійські літописи. Так, 1455 року за допомогою власно винайдених механізмів Фіораванті виконав перевезення кам'яної дзвіниці церкви Санта Марія Маджоне на тринадцять метрів — разом з усіма дзвонами, які не знімали. Дзвіниця мала двадцять п'ять метрів (25) заввишки і, як і кожна вертикаль, могла швидко завалитися. Фіораванті використав дерев'яну конструкцію — піраміду і мережу синхронно працюючих воріт. Успіх перевезення був повним і став місцевою сенсацією, про яку залишили свідоцтва з десяток хроністів. Зрозуміло, що сорокарічний інженер використав і досвід попередників (ретельно вивчений і засвоєний), і досвід власний.
Працює він і як архітектор, серед його творів — перебудови палацу папського легата та великої каплиці Віссаріона Нікейського, зміцнення місцевої фортеці, відбув в сусіднє містечко Ченто, де випрямляв місцеву дзвіницю Сан Бласіо тощо. Він роками працював над перебудовами і удосконаленням велетенського Палаццо дель Подеста, для якого виконав архітектурну модель.

### Міланський період

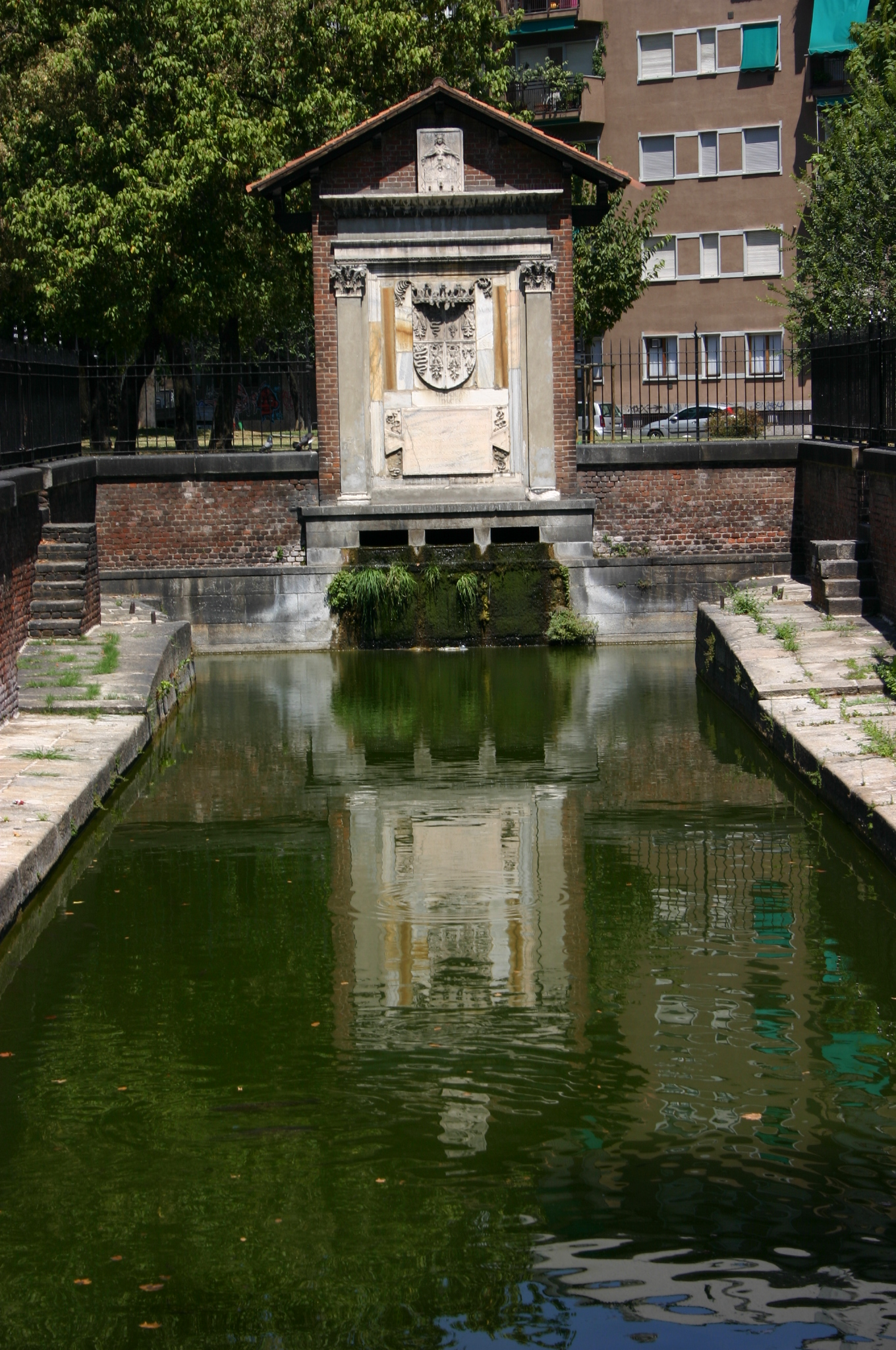
Шлюз Віаренна в місті Мілан, створений А. Фіораванті 1439 року.

А були ще і запрошення з інших міст, одне з них — з Мілана, де Фіораванті працював шість років. Таким чином, він був попередником Леонардо при дворі Сфорца і куди успішнішим. Окрім Мілана він встиг попрацювати як інженер ще й в Мантуї та в Пармі. Як освічений військовий інженер, він працював в різних замках герцогства як консультант і архітектор — практик. Серед його завдань — і гідротехнічні роботи, і створення та ремонт шлюзів, таких важливих в Ломбардії, що потерпала від повеней. Пізніше, коли він виїде геть і пам'ять про Арістотеля Фіораванті припаде пилом, гідротехнічні споруди Фіораванті і низки інших інженерів — безпідставно припишуть Леонардо да Вінчі, інженерний досвід якого і практичні роботи в цій галузі куди як незначні.

### Спілкування з Філарете
Спілкування не було довгим, бо майстер постійно вимушено мандрував, виконуючи гідротехнічні та фортифікаційні роботи в ломбардській провінції. Але вони жваво спілкувались в Мілані, де гостро відчували власну відчуженість серед місцевих майстрів, що вбачали в чужинцях небезпечних і майстерних конкурентів. Позиції конкурентів-чужинців посилив і переїзд в Мілан архітектора Мікелоццо (1396–1472). Мікелоццо будував в Мілані каплицю для родини Портінарі. Філарете і Фіораванті обговорювали стан справ в архітектурі. І Арістотель міг почути чимало цікавого, нового, незвичного від найкращого з тодішніх італійських теоретиків. Ця трійця таки буде вимушена покинути негостинний для них Мілан. Мікелоццо працюватиме в Венеції та в Дубровнику. Філарете залишиться в Італії. Фіораванті — відбуде в далеку Московію.

### Перебування в Угорщині
Повернення в Болонью навряд чи було приємним для змужнілого майстра через відсутність дійсно цікавих завдань(в Болоньї не було значних будівельних завдань) і застиглий побут. Він знову готовий прийняти ризиковану пропозицію. І вона — надійшла.
В Угорщину відбув кардинал Віссаріон Нікейський. Адже угорський король Матвій Корвін єдиний, хто на той час активно бореться з турками — османами, що просуваються на захід. Кардинал Віссаріон активно підтримує полководця, готує умови для військової підтримки короля Матвія — Венеційською республікою. На власні гроші кардинал озброїв навіть одну галеру. Розповів він і про диво — інженера Арістотеля Фіораванті. Про Фіораванті міг дати довідку і угорський дипломат при дворі Сфорца в Мілані, бо йшли перемови щодо шлюбу короля Матвія Корвіна та доньки Франческо Сфорца.
Фіораванті отримав замову від короля і відбув в Угорщину, незважаючи на спротив комуни Болоньї, якій було спокійніше, коли військовий інженер такого штибу перебував в місті. Умова — щоб той повернувся в Болонью. Тому перебування в Угорщині було недовгим і разом з переїздом розтяглося лише на шість місяців. Навряд чи архітектор і інженер встиг щось побудувати за такий короткий термін. Але його знання військового інженера були таки використані. Він обмежився важливими консультаціями і проектами, які реалізували вже інші.

### Зміни в Московії 15 столітті
У Великому князівстві Московському 15 сторіччя відбулися значні державницькі зрушення. Поступово стабілізувалось життя і навіть відновилось помірне кам'яне будівництво. За традицією, патріарха сюди надсилала Візантія. Але 1448 року, після арешту митрополита Ісидора (грека з Візантії), собор єпископів — московитів вперше обрав власного патріарха, а російська церква вперше стала автокефальною. Спротив був з боку костянтинопольського патріарха, та 1453 року Візантія назавжди зникла з політичної карти Європи (де закріпились турки — османи) і московські князі той спротив проігнорували. Постало питання побудови нового кам'яного собору в столиці, такого, що б затьмарив і велич Софії Київської, і славу собору Великого Новгорода. Собор — таки побудували, але він завалився, бо наочно постали питання технічного і технологічного відставання в Москві і в країні — взагалі. Власні майстри з побудовою нового столичного собору не впорались.
В історії багатьох країн відсутній етап доби Відродження — від Монголії і Японії до Московії.
Оминула Московія і етап засвоєння і вивчення гуманізму західноєвропейського зразка. Тип освіти в Московії в 14-16 століттях не збігався з типами освіти тогочасної Західної Європи. Неспроможність робити значні математичні розрахунки, відсутність фахових навичок роботи з каменем і цеглою спонукали московитів запрошувати на роботи інженерів і архітекторів з-за кордону. Але вибір був невеликим: московити з підозрою ставились і до німців, і до чехів, і до поляків — «латинян» за вірою. Блокував переїзд архітекторів — фортифікаторів і зброярів до московитів і могутній ще тоді Лівонський орден, адже це сприяє зміцненню ворожої обороноздатності. Але поодинокі спроби запрошення іноземців — архітекторів є. Один з них — Василь Єрмолін з Литви, що працював з 1462 р. в Московії і вибудував нову трапезну в Троїце-Сергієвому монастирі, а в Москві ремонтував Фроловські ворота. І вони — не руйнувалися. Невдовзі відкрилася ще одна можливість: запрошення майстрів — будівничих з Італії. Адже звідти в Москву прибула де́спіна — племінниця останнього візантійського імператора Софія Палеоло́г, з якою узяв шлюб московський князь. І Соф'я, і її оточення (майстри ювеліри, лікарі, родичі) жили в Італії і добре знали про тамтешніх фахівців. Так вирішилось питання запрошення в Москву на працю фахівців — італійців переважно з Північної Італії. Серед перших запрошених був —  Арістотель Фіораванті . З 1475 р. він тут.
Аби Московія мала б власне Відродження в цей час, вона б не запрошувала фахівців з дійсно ренесансної Італії. Все було якраз навпаки. Історично в Московії не було створено умов для виникнення фахівців ренесансного масштабу, як не було і умов для їх виховання.

## Не перший в Московії
Арістотель Фіораванті — не перший із італійців, що перебував в Московії. Про неї сповіщав ще Марко Поло (1254–1324), що перетнув її південні кордони під час подорожі в віддалений Каракорум і 1298 року — дав записати свої спогади. Найближчим за часом до життя Фіораванті був італієць Джованні делла Вольпе, що працював на монетному дворі московського князя. Коли делла Вольпе перебував в Римі навесні 1472 року, того Джованні викликав до себе папа римський Сікст IV. Майстру вчинили таємний допит сам папа римський та два кардинали — Антоніо та Віссаріон Бунамбре. Утаємниченим допит був тому, що папі вкрай були потрібні нові могутні прихильники в антитурецькому протистоянні. А в Московії були і могутні князі, і багатства, і вояки, до того ж християни, нехай і майже єретики грецького обряду.
Дослідники вважають, що 1475 року поважного віку інженера і архітектора Арістотеля Фіораванті зустрів в Римі посланець московського князя — Семен Толбузін і таки домігся згоди на переїзд (і працю) в невідомий і холодний, північний край.

## Нова стилістика. Успенський собор у Москві

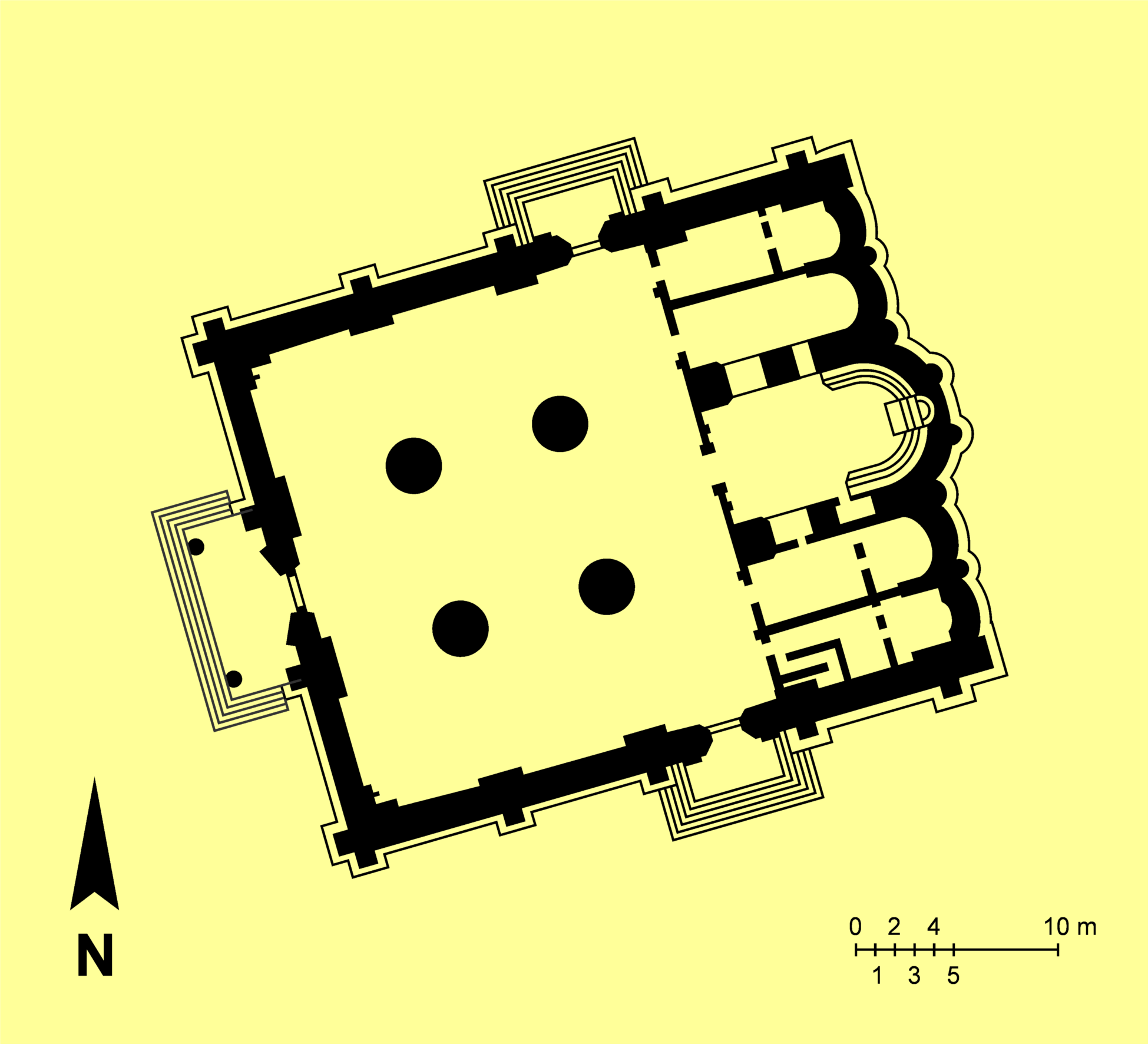
Успенський собор, Москва, поземний план за Фіораванті.
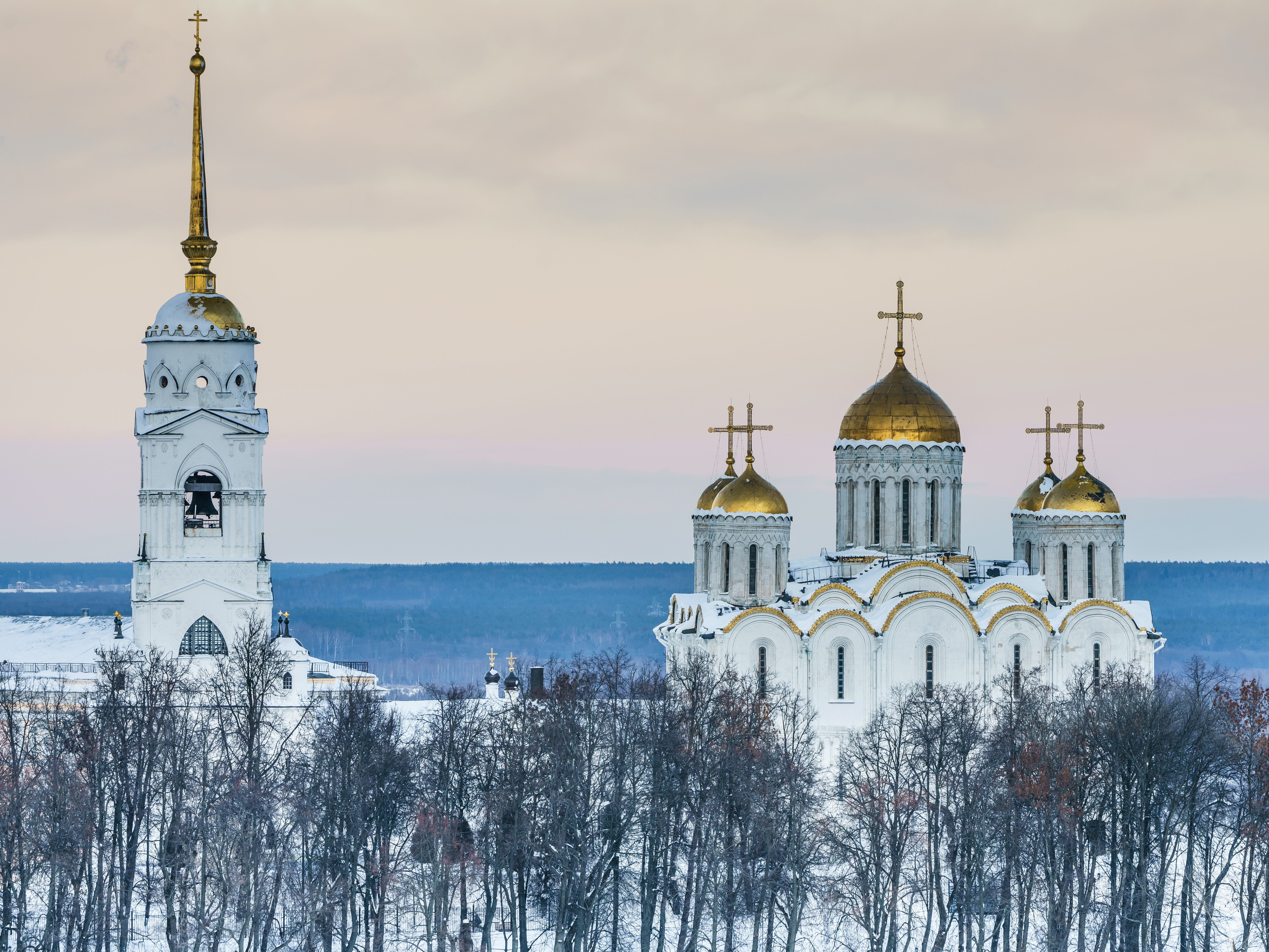
Успенський собор, м. Владимир

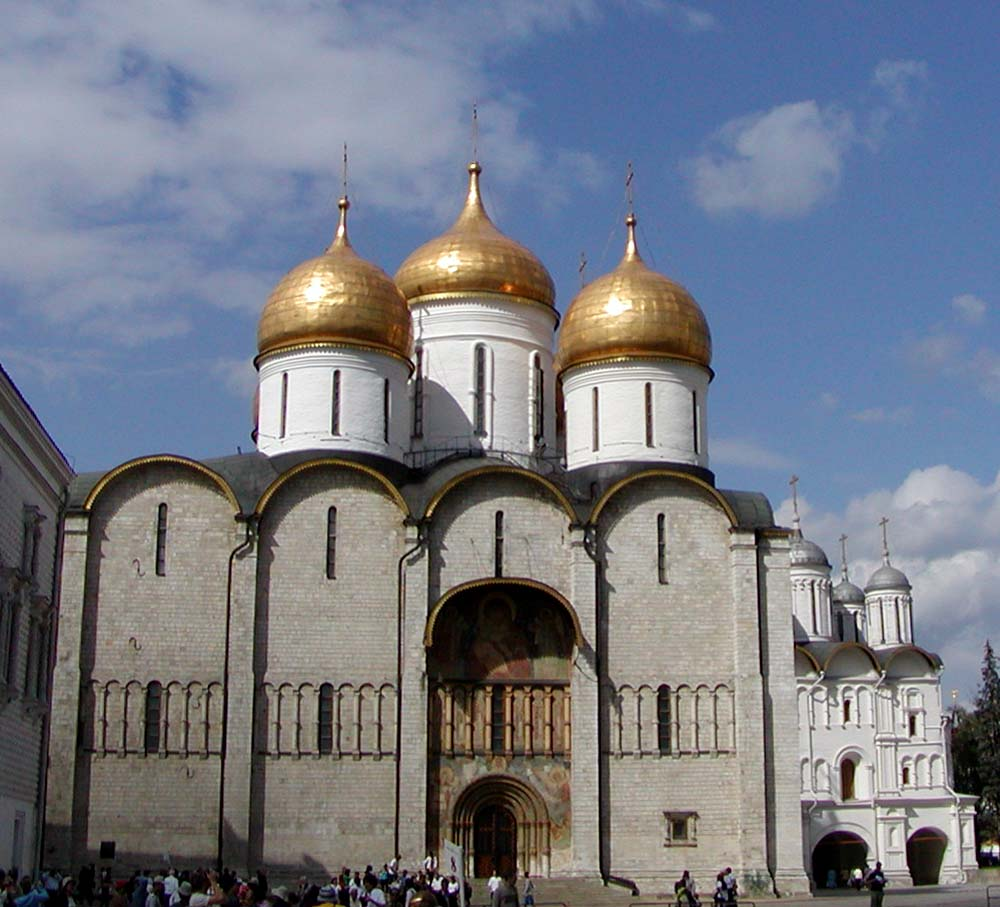
Успенський собор, південний фасад.

При створенні нового Успенського собору Арістотель Фіораванті стикнувся з декількома проблемами. Навчений попередніми невдалими спробами (чужими і власними), він приділив особливу увагу соборним підмуркам, рови під них копали глибше, а в ненадійну московську глину забили дубові палі. Новою для болонського майстра була і стилістика: замовник вимагав собору на кшталт Успенського з міста Владимир. А це і не готика, і не відродження, такі знайомі архітекторові. Щось подібне той бачив лише у Венеції, де головний храм міста теж мав п'ять бань і був первісно вибудуваний майстрами з Візантії.
Аби майстер зрозумів місцеві вимоги, його відрядили в Володимир та в Боголюбово. Так він наочно стикнувся з новою для нього стилістикою — і не готичною, і не ренесансною. Майстер широкого діапазону, він добре впорався і з нею, хоча ніколи не був ні в Візантії, ні в Києві. Більше того, своїм собором і його масштабом він запланував і розміри майбутньої площі, що виникне поряд. І головуватиме на майдані — південний фасад нового собору. Добре обізнаний в геометрії і в художньому враженні від споруди — Арістотель Фіораванті відкине весь дріб'язок декору володимирських зразків. Собор постане величним, його мури прикрашені лише вузькими вікнами, спокійними порталами та аркатурним пояском, що оббігає споруду по периметру. Шляхетність фасадів лише підкреслили порожнеча і виглаженість кам'яних брил. Аби підсилити художню значущість і симетрію південного фасаду, Фіораванті приховав об'єми абсид виступами стіни, що не несли ніякої функції, окрім декоративної. Не забув він за місцевою традицією збільшити і центральну баню, що відтепер головувала в силуеті собору.
Собор переживе низку пожеж, ремонтів, не дуже вдалих реставрацій. Неодноразово соборні дахи — заміняли, збільшили їх висоту, аби прискорити скид води в негоду, а фасади оздобили фресками. Найстрашнішими були навала наполеонівських вояків і московська пожежа 1812 року. Був навіть план висадити собор непідкореної країни в повітря. Але собор встояв і зберігся з 15 століття практично не перебудованим.

## Власна родина
Майстер був одружений, але дружина померла. Він одружився вдруге, мав сина Андреа, який супроводжував батька в далекій подорожі до Московії. Помер в Москві. Є підстави вважати, що помер в ув'язненні, бо надто наполягав на поверненні на батьківщину. Московська влада могла розцінити ці прагнення як зраду.